# Dialoxa marcella
Dialoxa marcella är en fjärilsart som beskrevs av Druce 1891. Dialoxa marcella ingår i släktet Dialoxa och familjen nattflyn. Inga underarter finns listade i Catalogue of Life.